# Follonica
Follonica is een plaats en gemeente in de Italiaanse regio Toscane en behoort toe aan de provincie Grosseto.
De plaats ligt aan de Tyrreense Zee, niet ver van het eiland Elba. Follonica is aan de ene kant een belangrijke badplaats met lange stranden en bossen, aan de andere kant bevindt er zich ook veel metallurgische, chemische en papierindustrie.

## Afbeelding

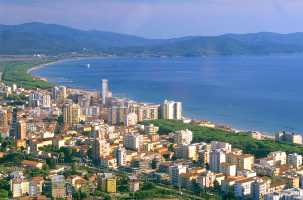
Follonica